# Phase finale de la Ligue des nations de l'UEFA 2018-2019
Navigation
Édition suivante
La Phase finale de la Ligue des nations de l'UEFA 2018-2019 (ou Final four de la Ligue des nations) est le tournoi final de la première édition de la Ligue des nations de l'UEFA qui se tient entre le 5 et 9 juin 2019. Le Portugal, en tant que vainqueur du groupe 3 de la Ligue A et premier qualifié, sera le pays hôte.
La compétition est basée sur le modèle d'une finale à quatre, très courant dans les compétitions de basket-ball comme l'EuroLigue. 
Ce mini tournoi consiste à réunir les quatre demi-finalistes dans un même lieu sur quelques jours. Les deux vainqueurs des demi-finales s'affrontent alors pour le titre. Les deux autres perdants des demi-finales s'affrontent pour la 3e place du tournoi.
Le Portugal remporte cette première édition, à domicile, après une victoire en finale contre les Pays-Bas.

## Format et règlements
Les matchs de la phase finale sont à élimination directe. En cas de match nul à la fin du temps réglementaire, une prolongation de 2 fois 15 minutes est jouée (sauf dans le match pour la troisième place où la séance de tirs au but a lieu directement après les 90 minutes) ; un quatrième changement est alors autorisé. Si les 2 équipes sont toujours à égalité, une séance de tirs au but détermine le vainqueur. Enfin, tous les matchs bénéficieront de la technologie sur la ligne de but. Le 3 décembre, l'UEFA confirme l'utilisation de la VAR pendant la phase finale.
Chaque nation doit fournir une liste de 23 joueurs, dont trois doivent être des gardiens. Chaque liste doit être définitive 10 jours avant le match d'ouverture. Un joueur qui déclare forfait avant le premier match de son équipe peut être remplacé, sous réserve de l’approbation finale de l’UEFA.

## Qualifications
Les quatre pays vainqueurs de leur groupe dans la Ligue A se qualifient pour la phase finale de la Ligue des nations.

### Équipes qualifiées
| Vainqueur | Pays                 | Date de qualification | Classement général de la Ligue A |
| --------- | -------------------- | --------------------- | -------------------------------- |
| Groupe 1  | Pays-Bas             | 19 novembre 2018      | 3e                               |
| Groupe 2  | Suisse               | 18 novembre 2018      | 1er                              |
| Groupe 3  | Portugal (pays hôte) | 17 novembre 2018      | 2e                               |
| Groupe 4  | Angleterre           | 18 novembre 2018      | 4e                               |

### Tirage au sort
Le tirage au sort de la phase finale de la Ligue des nations de l'UEFA 2018-2019 se tient au Shelbourne Hotel de Dublin (Irlande) le 3 décembre 2018 à 14h30.

## Désignation du pays hôte
Pour cette première édition, 3 pays ont déposé leur candidature pour accueillir la phase finale de la compétition: L'Italie, la Pologne et le Portugal. Ces trois nations étaient dans le même groupe. 
Le 17 novembre 2018, à la suite d'un match nul à Milan face à l'Italie, le Portugal, s'assure de la première place du groupe 3 de la Ligue A. En même temps que la qualification, le Portugal devient le pays hôte de la première édition de la phase finale de la Ligue des nations. 

### Villes et stades
Le cahier des charges de l'UEFA stipule que la phase finale doit se dérouler dans deux stades d'une capacité minimale de 30 000 places ; soit dans la même ville, soit séparés d'une distance inférieure à 150 km. La fédération portugaise a présenté à l'UEFA deux stades : l'Estádio do Dragão à Porto et l'Estádio D. Afonso Henriques à Guimarães. Le choix est entériné par le comité exécutif de l'UEFA le 3 décembre 2018 à Dublin, ainsi que tirage au sort des demi-finales.
| [[Fichier:Portugal location map.svg\|175px\|{{#if:\|{{{alt}}}\|Phase finale de la Ligue des nations de l'UEFA 2018-2019 est dans la page Portugal.]]Porto Guimarães | Porto             | Guimarães                   |
| --- | ----------------- | --------------------------- |
| [[Fichier:Portugal location map.svg\|175px\|{{#if:\|{{{alt}}}\|Phase finale de la Ligue des nations de l'UEFA 2018-2019 est dans la page Portugal.]]Porto Guimarães | Estádio do Dragão | Estádio D. Afonso Henriques |
| [[Fichier:Portugal location map.svg\|175px\|{{#if:\|{{{alt}}}\|Phase finale de la Ligue des nations de l'UEFA 2018-2019 est dans la page Portugal.]]Porto Guimarães | Capacité : 50 431 | Capacité : 30 146           |
| [[Fichier:Portugal location map.svg\|175px\|{{#if:\|{{{alt}}}\|Phase finale de la Ligue des nations de l'UEFA 2018-2019 est dans la page Portugal.]]Porto Guimarães | Stade du Dragon   | Stade de Guimarães          |

## Tableau final
|  | Demi-finales                                        | Demi-finales                             |                        |      | Finale                                   | Finale                                   |
|  | Demi-finales                                        | Demi-finales                             |                        |      | Finale                                   | Finale                                   |
|  |                                                     |                                          |                        |      |                                          |                                          |
|  | 5 juin 2019 à l'Estádio do Dragão, Porto            | 5 juin 2019 à l'Estádio do Dragão, Porto |                        |      | 9 juin 2019 à l'Estádio do Dragão, Porto | 9 juin 2019 à l'Estádio do Dragão, Porto |
|  | 5 juin 2019 à l'Estádio do Dragão, Porto            | 5 juin 2019 à l'Estádio do Dragão, Porto |                        |      | 9 juin 2019 à l'Estádio do Dragão, Porto | 9 juin 2019 à l'Estádio do Dragão, Porto |
|  | Portugal                                            | 3                                        |                        |      | 9 juin 2019 à l'Estádio do Dragão, Porto | 9 juin 2019 à l'Estádio do Dragão, Porto |
|  | Portugal                                            | 3                                        |                        |      | 9 juin 2019 à l'Estádio do Dragão, Porto | 9 juin 2019 à l'Estádio do Dragão, Porto |
|  | Suisse                                              | 1                                        |                        |      | 9 juin 2019 à l'Estádio do Dragão, Porto | 9 juin 2019 à l'Estádio do Dragão, Porto |
|  | Suisse                                              | 1                                        | Portugal               | 1    |                                          |                                          |
|  | 6 juin 2019 au Stade D. Afonso Henriques, Guimarães |                                          | Portugal               | 1    |                                          |                                          |
|  |                                                     | Pays-Bas                                 | 0                      |      |                                          |                                          |
|  | Pays-Bas                                            | Pays-Bas                                 | 0                      | 3 ap |                                          |                                          |
|  | Pays-Bas                                            |                                          |                        | 3 ap |                                          |                                          |
|  | Angleterre                                          | 1                                        |                        |      |                                          |                                          |
|  | Angleterre                                          | 1                                        | Match pour la 3e place |      |                                          |                                          |
|  |                                                     |                                          |                        |      |                                          |                                          |
|  | 9 juin 2019 au Stade D. Afonso Henriques, Guimarães |                                          |                        |      |                                          |                                          |
|  |                                                     |                                          |                        |      |                                          |                                          |
|  | Suisse                                              | 0 (5)ap                                  |                        |      |                                          |                                          |
|  | Suisse                                              | 0 (5)ap                                  |                        |      |                                          |                                          |
|  | Angleterre                                          | 0 (6)tab                                 |                        |      |                                          |                                          |
|  | Angleterre                                          | 0 (6)tab                                 |                        |      |                                          |                                          |

### Demi-finales
| 5 juin 2019 | Portugal            | 3 - 1   | Suisse               | Estádio do Dragão, Porto                                                       |                                                                                |
| 20h45 UTC+1 | Ronaldo 25e 88e 90e | (1 - 0) | 57e (pen.) Rodríguez | Spectateurs : 42 415 Arbitrage : Felix Brych Arbitre vidéo : Christian Dingert | Spectateurs : 42 415 Arbitrage : Felix Brych Arbitre vidéo : Christian Dingert |
| 20h45 UTC+1 | Rapport             |         |                      | Spectateurs : 42 415 Arbitrage : Felix Brych Arbitre vidéo : Christian Dingert | Spectateurs : 42 415 Arbitrage : Felix Brych Arbitre vidéo : Christian Dingert |

| Portugal | Suisse |

|                 | 1  | Rui Patrício          |  |       |
|                 | 20 | Nélson Semedo         |  |       |
|                 | 3  | Pepe                  |  | 63e   |
|                 | 4  | Rúben Dias            |  |       |
|                 | 5  | Raphaël Guerreiro     |  |       |
|                 | 16 | Bruno Fernandes       |  | 90+1e |
|                 | 14 | William Carvalho      |  |       |
|                 | 18 | Rúben Neves           |  |       |
|                 | 10 | Bernardo Silva        |  |       |
|                 | 23 | João Félix            |  | 70e   |
|                 | 7  | Cristiano Ronaldo (c) |  |       |
| Remplaçants :   |    |                       |  |       |
|                 | 6  | José Fonte            |  | 63e   |
|                 | 17 | Gonçalo Guedes        |  | 70e   |
|                 | 8  | João Moutinho         |  | 90+1e |
| Sélectionneur : |    |                       |  |       |
| Fernando Santos |    |                       |  |       |

|                   | 1  | Yann Sommer         |     |     |
|                   | 2  | Kevin Mbabu         |     |     |
|                   | 22 | Fabian Schär        | 68e |     |
|                   | 5  | Manuel Akanji       |     |     |
|                   | 13 | Ricardo Rodríguez   |     |     |
|                   | 17 | Denis Zakaria       |     | 71e |
|                   | 10 | Granit Xhaka (c)    | 66e |     |
|                   | 8  | Remo Freuler        |     | 89e |
|                   | 14 | Steven Zuber        |     | 83e |
|                   | 23 | Xherdan Shaqiri     | 85e |     |
|                   | 9  | Haris Seferović     |     |     |
| Remplaçants :     |    |                     |     |     |
|                   | 20 | Edimilson Fernandes |     | 71e |
|                   | 11 | Renato Steffen      |     | 83e |
|                   | 19 | Josip Drmić         |     | 89e |
| Sélectionneur :   |    |                     |     |     |
| Vladimir Petković |    |                     |     |     |

| Homme du match: Cristiano Ronaldo |

| 6 juin 2019 | Pays-Bas                                     | 3 - 1 a. p.           | Angleterre          | Estádio D. Afonso Henriques, Guimarães                                            |                                                                                   |
| 20h45 UTC+1 | de Ligt 73e · Walker 97e (csc) · Promes 114e | (0 - 1, 1 - 1, 2 - 1) | 32e (pen.) Rashford | Spectateurs : 25 711 Arbitrage : Clément Turpin Arbitre vidéo : François Letexier | Spectateurs : 25 711 Arbitrage : Clément Turpin Arbitre vidéo : François Letexier |
| 20h45 UTC+1 | Rapport                                      |                       |                     | Spectateurs : 25 711 Arbitrage : Clément Turpin Arbitre vidéo : François Letexier | Spectateurs : 25 711 Arbitrage : Clément Turpin Arbitre vidéo : François Letexier |

| Pays-Bas | Angleterre |

|                 | 1  | Jasper Cillessen    |      |      |
|                 | 22 | Denzel Dumfries     | 45e  |      |
|                 | 3  | Matthijs de Ligt    | 30e  |      |
|                 | 4  | Virgil van Dijk (c) |      |      |
|                 | 17 | Daley Blind         |      |      |
|                 | 15 | Marten de Roon      |      | 68e  |
|                 | 21 | Frenkie de Jong     |      | 114e |
|                 | 8  | Georginio Wijnaldum |      |      |
|                 | 7  | Steven Bergwijn     |      | 91e  |
|                 | 10 | Memphis Depay       |      |      |
|                 | 9  | Ryan Babel          |      | 68e  |
| Remplaçants :   |    |                     |      |      |
|                 | 11 | Quincy Promes       |      | 68e  |
|                 | 20 | Donny van de Beek   | 106e | 68e  |
|                 | 6  | Davy Pröpper        |      | 91e  |
|                 | 16 | Kevin Strootman     |      | 114e |
| Sélectionneur : |    |                     |      |      |
| Ronald Koeman   |    |                     |      |      |

|                  | 1  | Jordan Pickford     |     |      |
|                  | 2  | Kyle Walker         |     |      |
|                  | 5  | John Stones         |     |      |
|                  | 6  | Harry Maguire       |     |      |
|                  | 14 | Ben Chilwell        |     |      |
|                  | 16 | Declan Rice         |     | 106e |
|                  | 17 | Fabian Delph        |     | 77e  |
|                  | 18 | Ross Barkley        |     |      |
|                  | 11 | Jadon Sancho        |     | 61e  |
|                  | 10 | Raheem Sterling (c) |     |      |
|                  | 19 | Marcus Rashford     |     | 46e  |
| Remplaçants :    |    |                     |     |      |
|                  | 9  | Harry Kane          | 70e | 46e  |
|                  | 7  | Jesse Lingard       |     | 61e  |
|                  | 8  | Jordan Henderson    |     | 77e  |
|                  | 20 | Dele Alli           |     | 106e |
| Sélectionneur :  |    |                     |     |      |
| Gareth Southgate |    |                     |     |      |

| Homme du match: Frenkie de Jong |

### Match pour la troisième place
| 9 juin 2019 | Suisse                                         | 0 - 0 a. p.       | Angleterre                                              | Estádio D. Afonso Henriques, Guimarães                                        |                                                                               |
| 15h00 UTC+1 |                                                |                   |                                                         | Spectateurs : 15 742 Arbitrage : Ovidiu Hategan Arbitre vidéo : Michael Fabri | Spectateurs : 15 742 Arbitrage : Ovidiu Hategan Arbitre vidéo : Michael Fabri |
| 15h00 UTC+1 | Rapport                                        |                   |                                                         | Spectateurs : 15 742 Arbitrage : Ovidiu Hategan Arbitre vidéo : Michael Fabri | Spectateurs : 15 742 Arbitrage : Ovidiu Hategan Arbitre vidéo : Michael Fabri |
| 15h00 UTC+1 | Zuber · Xhaka · Akanji · Mbabu · Schär · Drmić | Tirs au but 5 - 6 | Maguire · Barkley · Sancho · Sterling · Pickford · Dier | Spectateurs : 15 742 Arbitrage : Ovidiu Hategan Arbitre vidéo : Michael Fabri | Spectateurs : 15 742 Arbitrage : Ovidiu Hategan Arbitre vidéo : Michael Fabri |

| Suisse | Angleterre |

|                   | 1  | Yann Sommer         |      |      |
|                   | 22 | Fabian Schär        |      |      |
|                   | 5  | Manuel Akanji       |      |      |
|                   | 4  | Nico Elvedi         |      |      |
|                   | 2  | Kevin Mbabu         |      |      |
|                   | 10 | Granit Xhaka (c)    | 116e |      |
|                   | 8  | Remo Freuler        |      |      |
|                   | 13 | Ricardo Rodríguez   |      | 87e  |
|                   | 23 | Xherdan Shaqiri     |      | 65e  |
|                   | 20 | Edimilson Fernandes |      | 61e  |
|                   | 9  | Haris Seferović     |      | 113e |
| Remplaçants :     |    |                     |      |      |
|                   | 17 | Denis Zakaria       |      | 61e  |
|                   | 14 | Steven Zuber        |      | 65e  |
|                   | 19 | Josip Drmić         |      | 87e  |
|                   | 7  | Noah Okafor         |      | 113e |
| Sélectionneur :   |    |                     |      |      |
| Vladimir Petković |    |                     |      |      |

|                  | 1  | Jordan Pickford        |     |      |
|                  | 22 | Trent Alexander-Arnold |     |      |
|                  | 12 | Joe Gomez              |     |      |
|                  | 6  | Harry Maguire          |     |      |
|                  | 3  | Danny Rose             | 23e | 70e  |
|                  | 4  | Eric Dier              |     |      |
|                  | 17 | Fabian Delph           |     | 106e |
|                  | 7  | Jesse Lingard          | 27e | 106e |
|                  | 20 | Dele Alli              |     |      |
|                  | 10 | Raheem Sterling        |     |      |
|                  | 9  | Harry Kane (c)         |     | 75e  |
| Remplaçants :    |    |                        |     |      |
|                  | 2  | Kyle Walker            |     | 70e  |
|                  | 21 | Callum Wilson          |     | 75e  |
|                  | 11 | Jadon Sancho           |     | 106e |
|                  | 18 | Ross Barkley           |     | 106e |
| Sélectionneur :  |    |                        |     |      |
| Gareth Southgate |    |                        |     |      |

| Homme du Match : Jordan Pickford |

### Finale
| Finale                  | Portugal   | 1 - 0   | Pays-Bas | Estádio do Dragão, Porto                                                                      |                                                                                               |
| 9 juin 2019 20h45 UTC+1 | Guedes 60e | (0 - 0) |          | Spectateurs : 43 199 Arbitrage : Alberto Undiano Mallenco Arbitre vidéo : Alejandro Hernández | Spectateurs : 43 199 Arbitrage : Alberto Undiano Mallenco Arbitre vidéo : Alejandro Hernández |
| 9 juin 2019 20h45 UTC+1 | Rapport    |         |          | Spectateurs : 43 199 Arbitrage : Alberto Undiano Mallenco Arbitre vidéo : Alejandro Hernández | Spectateurs : 43 199 Arbitrage : Alberto Undiano Mallenco Arbitre vidéo : Alejandro Hernández |

| Portugal | Pays-Bas |

| G               | 1  | Rui Patrício          |  |       |
| DD              | 20 | Nélson Semedo         |  |       |
| DC              | 4  | Rúben Dias            |  |       |
| DC              | 6  | José Fonte            |  |       |
| DG              | 5  | Raphaël Guerreiro     |  |       |
| MC              | 13 | Danilo Pereira        |  |       |
| MC              | 14 | William Carvalho      |  | 90+3e |
| MC              | 16 | Bruno Fernandes       |  | 81e   |
| AD              | 7  | Cristiano Ronaldo (c) |  |       |
| AC              | 17 | Gonçalo Guedes        |  | 75e   |
| AG              | 10 | Bernardo Silva        |  |       |
| Remplaçants :   |    |                       |  |       |
| M               | 15 | Rafa Silva            |  | 75e   |
| M               | 8  | João Moutinho         |  | 81e   |
| M               | 18 | Rúben Neves           |  | 90+3e |
| Entraîneur :    |    |                       |  |       |
| Fernando Santos |    |                       |  |       |

| G             | 1  | Jasper Cillessen    |       |     |
| DD            | 22 | Denzel Dumfries     | 88e   |     |
| DC            | 3  | Matthijs de Ligt    |       |     |
| DC            | 4  | Virgil van Dijk (c) | 90+1e |     |
| DG            | 17 | Daley Blind         |       |     |
| MC            | 15 | Marten de Roon      |       | 81e |
| MC            | 21 | Frenkie de Jong     |       |     |
| MC            | 8  | Georginio Wijnaldum |       |     |
| AD            | 7  | Steven Bergwijn     |       | 60e |
| AC            | 10 | Memphis Depay       |       |     |
| AG            | 9  | Ryan Babel          |       | 46e |
| Remplaçants : |    |                     |       |     |
| A             | 11 | Quincy Promes       |       | 46e |
| M             | 20 | Donny van de Beek   |       | 60e |
| A             | 19 | Luuk de Jong        |       | 81e |
| Entraîneur :  |    |                     |       |     |
| Ronald Koeman |    |                     |       |     |

| Homme du match : Rúben Dias |

## Classement, buteurs, meilleur joueur et meilleur jeune
Mise à jour : après les rencontres du 9 juin 2019.
| Classement de la phase finale de la Ligue des nations |            |                         |
| \| Place \| Nation \| Stade de la compétition \| \| ------------------ \| ---------- \| ----------------------- \| \| Médaille d'or \| Portugal \| Vainqueur \| \| Médaille d'argent \| Pays-Bas \| Finale \| \| Médaille de bronze \| Angleterre \| Demi-finale \| \| 4 \| Suisse \| Demi-finale \| |            |                         |
| Place | Nation     | Stade de la compétition |
| Médaille d'or | Portugal   | Vainqueur               |
| Médaille d'argent | Pays-Bas   | Finale                  |
| Médaille de bronze | Angleterre | Demi-finale             |
| 4 | Suisse     | Demi-finale             |

### Buteurs
| 3 buts - Cristiano Ronaldo | 1 but - Matthijs de Ligt - Quincy Promes - Marcus Rashford (pénalty) - Ricardo Rodríguez (pénalty) - Gonçalo Guedes | Contre son camp (csc) - Kyle Walker (face aux Pays-Bas) |

### Meilleur joueur
|                                                                                                   |                |
| \| Place \| Joueur \| \| ------------- \| -------------- \| \| Médaille d'or \| Bernardo Silva \| |                |
| Place                                                                                             | Joueur         |
| Médaille d'or                                                                                     | Bernardo Silva |

### Meilleur jeune
| |                 |
| \| Place \| Joueur \| \| ------------- \| --------------- \| \| Médaille d'or \| Frenkie de Jong \| |                 |
| Place                                                                                               | Joueur          |
| Médaille d'or                                                                                       | Frenkie de Jong |

## Dotations pour les fédérations
Les dotations sont définies par l'UEFA le 19 novembre 2018.
- Vainqueur : 7,5 millions d'euros
- Finaliste : 6,5 millions d'euros
- Troisième place : 5,5 millions d'euros
- Quatrième place : 4,5 million d'euros

Les dotations incluent déjà 3 millions d'euros en tant que vainqueur de groupe de la Ligue A.